# Ascalenia kairaella
Ascalenia kairaella is een vlinder uit de familie prachtmotten (Cosmopterigidae). De wetenschappelijke naam van deze soort is voor het eerst geldig gepubliceerd in 1969 door Kasy.
De soort komt voor in tropisch Afrika.